# Kup Krešimira Ćosića 2010./11.
Kup Krešimira Ćosića 2010./11. je bilo dvadeseto izdanje ovog natjecanja kojeg je treći put u povijesti i drugi put zaredom osvojio Zagreb Croatia osiguranje.

## Rezultati

### 1. krug
Igrano 10. i 11. prosinca 2010.
| klub1               | rezultat | klub2      |
| ------------------- | -------- | ---------- |
| Dubrava Zagreb      | 81:77    | Dubrovnik  |
| Jolly JBS Šibenik   | 75:81    | Zabok      |
| Kvarner 2010 Rijeka | 100:58   | Trogir     |
| Međimurje Čakovec   | 78:89    | VROS Darda |

### 2. krug
Igrano 17. i 18. prosinca 2010.
| klub1               | rezultat | klub2                       |
| ------------------- | -------- | --------------------------- |
| Dubrava Zagreb      | 67:57    | Borik Puntamika Zadar       |
| Zabok               | 92:65    | Alkar Sinj                  |
| Kvarner 2010 Rijeka | 114:91   | Split                       |
| VROS Darda          | 79:71    | Đuro Đaković Slavonski Brod |

### Četvrtzavršnica
Igrano 29. i 30. prosinca 2010., te 13. i 19. siječnja 2011.
| klub1               | rezultat | klub2                     |
| ------------------- | -------- | ------------------------- |
| Kvarner 2010 Rijeka | 60:77    | Cedevita Zagreb           |
| VROS Darda          | 71:96    | Zagreb Croatia osiguranje |
| Dubrava Zagreb      | 73:88    | Zadar                     |
| Zabok               | 65:74    | Cibona Zagreb             |

### Final Four
Igrano 9. i 10. veljače 2011. u Zagrebu u KC Dražen Petrović.
| klub1                     | rezultat      | klub2                     |
| poluzavršnica             | poluzavršnica | poluzavršnica             |
| ------------------------- | ------------- | ------------------------- |
| Cedevita Zagreb           | 82:83         | Zadar                     |
| Cibona Zagreb             | 86:93         | Zagreb Croatia osiguranje |
|                           |               |                           |
| završnica                 |               |                           |
| Zagreb Croatia osiguranje | 91:85         | Zadar                     |

## Poveznice i izvori
- A-1 liga 2010./11.
- A-2 liga 2010./11.
- B-1 liga 2010./11.
- C liga 2010./11.
- Kup Krešimira Ćosića 2010./11., sportnet.hr  Arhivirana inačica izvorne stranice od 5. studenoga 2013. (Wayback Machine)
- kosarka.org, statistički centar  Arhivirana inačica izvorne stranice od 22. rujna 2013. (Wayback Machine)